# Nishimeya
Nishimeya (西目屋村; Nishimeya-mura) és una vila del Japó situada a la prefectura d'Aomori.